# Cry Like a Baby
| Оценки критиков | Оценки критиков |
| Источник        | Оценка          |
| --------------- | --------------- |
| Allmusic        | [ 1 ]           |

Cry Like a Baby — второй студийный альбом группы The Box Tops 1968 года. Одноимённая заглавная песня была выпущена в виде сингла в апреле того же 1968 года и достигла 2 места в чарте Billboard Hot 100, продержавшись там две недели и вскоре уступила место песне Бобби Голдсборо «Honey».
Оригинальный альбом заканчивается медленной версией песни «You Keep Me Hangin’ On», которая осенью 1966 года стала хитом в исполнении The Supremes. Версия The Box Tops аналогична, но покороче версии, записанной группой Vanilla Fudge для своего дебютного альбома 1967 года.

## Список композиций
Авторы всех песен — Дэн Пэнн и Спунер Олдхэм; кроме отмеченных
1. «Cry Like a Baby[англ.]» — 2:32
2. «Deep in Kentucky» (Билл Дэвидсон) — 2:09
3. «I’m The One For You» (Гарольд Томас, Ли Ви Джонс мл.) — 3:03
4. «Weeping Analeah» (Дэн Фолгер, Мики Ньюбери[англ.]) — 3:02
5. «Everytime» — 2:33
6. «Fields of Clover» — 2:49
7. «Trouble with Sam» (Дэн Пэнн) — 2:14
8. «Lost» (Глен Сприн, Джеймс, Марк) — 2:27
9. «Good Morning Dear» (Мики Ньюбори) — 3:38
10. «727» — 2:16
11. «You Keep Me Hangin' On» (Холланд — Дозье — Холланд) — 3:45

### Бонус-треки на CD-издании
1. «Cry Like a Baby» (Digitally Remastered) — 2:32
2. «The Door You Closed To Me» — 2:39
3. «You Keep Tightening Up On Me» — 2:52
4. «Come On Honey» — 3:24
5. «Take Me To Your Heart» — 2:36

## Участники записи
- Алекс Чилтон — вокал, гитара
- Билл Каннингэм — бас
- Джон Эванс — клавишные
- Дэнни Смит — ударные
- Гэри Телли — гитара, бэк-вокал
- Рик Аллен — бас, клавишные
- Томас Боггс — ударные
- Майк Лич — струнные аранжировки